# Montage of Heck: The Home Recordings
Montage of Heck: The Home Recordings – pośmiertny album amerykańskiego muzyka Kurta Cobaina, będący jednocześnie kompilacją nagranych przez niego prywatnie utworów, wykorzystanych w dokumentalnym filmie „Kurt Cobain: Montage of Heck”. Został wydany 13 listopada 2015 roku przez Universal Music, 21 lat po śmierci artysty. Na standardową edycję składa się 13 prywatnych nagrań artysty, natomiast na wydaniu deluxe pojawiło się 31 utworów. Album spotkał się z negatywnymi opiniami krytyków.

## Lista utworów[3]
1. „The Yodel Song” – 3:35
2. „Been a Son” (Early Demo) – 1:20
3. „The Happy Guitar” – 2:12
4. „Clean Up Before She Comes” (Early Demo) – 2:34
5. „Reverb Experiment” - 2:52
6. „You Can't Change Me / Burn My Britches / Something in the Way” (Early Demo) – 4:18
7. „Scoff” (Early Demo) – 0:37
8. „Desire” – 2:27
9. „And I Love Her” – 2:04
10. „Sappy” (Early Demo) – 2:28
11. „Letters to Frances” – 2:04
12. „Francer Farmer Will Have Her Revenge on Seattle”(Demo) – 4:23
13. „She Only Lies” – 2:47

Deluxe Soundtrack
1. „The Yodel Song” – 3:35
2. „Been a Son” (Early Demo) – 1:20
3. „What More Can I Say” – 3:08
4. „1988 Capitol Lake Jam Commercial” – 1:27
5. „The Happy Guitar” – 2:12
6. „Montage of Kurt” – 2:11
7. „Beans” – 1:21
8. „Burn the Rain” – 1:16
9. „Clean Up Before She Comes” (Early Demo) – 2:34
10. „Reverb Experiment” – 2:52
11. „Montage of Kurt II” – 1:08
12. „Rehash” – 2:35
13. „You Can't Change Me / Burn My Britches / Something in the Way" (Early Demo) – 4:18
14. „Scoff" (Early Demo) – 0:37
15. „Aberdeen” – 4:19
16. „Bright Smile” – 1:56
17. „Underground Celebritism” – 0:28
18. „Retreat” – 2:12
19. „Desire” – 2:27
20. „And I Love Her” – 2:04
21. „Sea Monkeys” – 0:54
22. „Sappy” (Early Demo) – 2:28
23. „Letters to Frances” – 2:04
24. „Scream” – 0:32
25. „Francer Farmer Will Have Her Revenge on Seattle” (Demo) – 4:23
26. „Kurt Ambiance” – 0:25
27. „She Only Lies” – 2:47
28. „Kurt Audio Collage” – 0:24
29. „Poison’s Gone” – 2:11
30. „Rhesus Monkey” – 0:43
31. „Do Re Mi (Medley)” – 10:10